# Jeff Merkley
Jeff Merkley (Myrtle Creek, 1956. október 24. –) amerikai politikus, szenátor (Oregon, 2008 – ). A Demokrata Párt tagja.

## Pályafutása
Merkley alapdiplomáját a Stanford Egyetemen szerezte 1979-ben, majd a Princetoni Egyetemen szerzett posztgraduális végzettséget államtudományból 1982-ben. Ezután kormányzati elemzőként és egy nonprofit szervezet vezetőjeként dolgozott, majd 1999-től 2008-ig Oregon állam törvényhozásában volt képviselő; 2007–2008-ban házelnök.
2008-ban szenátorrá választották, és azóta képviseli Oregon államot az Amerikai Egyesült Államok Szenátusában, Washingtonban. 2014-ben újraválasztották; mandátuma 2021. január 3-án jár le. Merkley elindult a 2020-as választáson egy újabb hatéves mandátum megszerzéséért. Ellenfele a republikánus Jo Rae Perkins. 